# Femtobuňka
Femtobuňka je termín používaný pro zařízení, které se používá pro vykrývání omezeného prostoru signálem mobilní telefonní sítě. Z hlediska rozdělení se v současné době (prosinec 2011) jedná o komerční zařízení s nejmenším objemem rádiové buňky. Dosah signálu se pohybuje v řádech desítek metrů, z čehož plyne jeho použití v domácích nebo kancelářských prostorech.

## Femtobuňka v České republice
V České republice toto zařízení aktivně nabízí v současné době pouze společnost Vodafone Česká republika, a.s., jako komerční produkt s názvem Vlastní 3G zóna. Toto zařízení je schopné šířit pouze 3G signál a funguje podobně např. jako WLAN router. Vyžaduje tedy, aby měl uživatel aktivní připojení k internetu (kabelovou přípojku), ke které je femtobuňka připojena.